# Ernst Hoyer
Ernst Hoyer (8. prosince 1890 Královské Vinohrady – 20. června 1955 Würzburg) byl česko-německý právník a vysokoškolský pedagog.

## Život
Vystudoval práva v Praze, v roce 1915 získal doktorát. V letech 1933 až 1945 byl profesorem sociálního práva na Německé univerzitě v Praze. V roce 1939 vstoupil do NSDAP. V roce 1945 byl uvězněn. V roce 1946 získal učitelské místo v Mnichově. V roce 1948 odešel na univerzitu ve Würzburgu, kde působil jako profesor právní historie, soukromého práva, obchodního práva a rodinného práva až do svého odchodu do důchodu v roce 1955. Byl také soudcem bavorského správního soudu.

## Dílo (výběr)
- Prostitution. Deutscher Verein zur Verbreitung gemeinnütziger Kenntnisse, Praha, 1923.
- Die Ehen minderen Rechts in der fränkischen Zeit. Brno, 1926.
- Die Antinikotin-Gesetzgebung in der Tschechoslowakischen Republik. Brno, 1927.
- Der Kampf gegen das Opium. Deutscher Verein zur Verbreitung gemeinnütziger Kenntnisse, Praha, 1927.
- Rechtsfragen der heimatvertriebenen sudetendeutschen Ärzte. München, 1952.